# Raquetebol nos Jogos Pan-Americanos de 2019
As competições de raquetebol nos Jogos Pan-Americanos de 2019 foram realizadas entre 2 e 10 de agosto na Villa Deportiva Regional del Callao em Callao. Seis eventos foram disputados, três em cada gênero, com as disputas individual, em duplas e por equipes.
É um dos oito esportes do Pan que não fazem parte do programa dos Jogos Olímpicos.

## Calendário
| Julho / Agosto | 24 | 25 | 26 | 27 | 28 | 29 | 30 | 31 | 1 | 2 | 3 | 4 | 5 | 6 | 7 | 8 | 9 | 10 | 11 |
| -------------- | -- | -- | -- | -- | -- | -- | -- | -- | - | - | - | - | - | - | - | - | - | -- | -- |
| Raquetebol     |    |    |    |    |    |    |    |    |   |   |   |   |   |   | 4 |   |   | 2  |    |

|  | Dia de competição |  | Dia de final |

## Medalhistas
Masculino
| Evento              | Ouro                                                     | Prata                                       | Bronze                                                        |
| ------------------- | -------------------------------------------------------- | ------------------------------------------- | ------------------------------------------------------------- |
| Individual detalhes | Rodrigo Montoya MEX México                               | Álvaro Beltrán MEX México                   | Mario Mercado COL Colômbia                                    |
| Individual detalhes | Rodrigo Montoya MEX México                               | Álvaro Beltrán MEX México                   | Conrrado Moscoso BOL Bolívia                                  |
| Duplas detalhes     | Javier Mar Rodrigo Montoya MEX México                    | Conrrado Moscoso Roland Keller BOL Bolívia  | Rocky Carson Charles Pratt USA Estados Unidos                 |
| Duplas detalhes     | Javier Mar Rodrigo Montoya MEX México                    | Conrrado Moscoso Roland Keller BOL Bolívia  | Andres Acuña Felipe Camacho CRC Costa Rica                    |
| Equipes detalhes    | Carlos Keller Conrrado Moscoso Roland Keller BOL Bolívia | Sebastian Franco Mario Mercado COL Colômbia | Jake Bredenbeck Rocky Carson Charles Pratt USA Estados Unidos |
| Equipes detalhes    | Carlos Keller Conrrado Moscoso Roland Keller BOL Bolívia | Sebastian Franco Mario Mercado COL Colômbia | Álvaro Beltrán Javier Mar Rodrigo Montoya MEX México          |

Feminino
| Evento              | Ouro                                                      | Prata                                           | Bronze                                                    |
| ------------------- | --------------------------------------------------------- | ----------------------------------------------- | --------------------------------------------------------- |
| Individual detalhes | Paola Longoria MEX México                                 | María Vargas ARG Argentina                      | Natalia Mendez ARG Argentina                              |
| Individual detalhes | Paola Longoria MEX México                                 | María Vargas ARG Argentina                      | Adriana Riveros COL Colômbia                              |
| Duplas detalhes     | Paola Longoria Samantha Salas MEX México                  | Gabriela Martinez Maria Rodriguez ARG Argentina | Kelani Lawrence Rhonda Rajsich USA Estados Unidos         |
| Duplas detalhes     | Paola Longoria Samantha Salas MEX México                  | Gabriela Martinez Maria Rodriguez ARG Argentina | Natalia Mendez María Vargas ARG Argentina                 |
| Equipes detalhes    | Paola Longoria Montserrat Mejía Samantha Salas MEX México | Natalia Méndez María José Vargas ARG Argentina  | Kelani Lawrence Rhonda Rajsich USA Estados Unidos         |
| Equipes detalhes    | Paola Longoria Montserrat Mejía Samantha Salas MEX México | Natalia Méndez María José Vargas ARG Argentina  | Angélica Barrios Valeria Centellas Jenny Daza BOL Bolívia |

## Classificação
Um total de 60 atletas de raquetebol se qualificaram para competir nos jogos. Cada nação pode inscrever no máximo 8 atletas (quatro por gênero). Em cada gênero, haverá um total de 30 atletas qualificados, sendo o Campeonato Pan-Americano de 2019 usado para determinar os países qualificados. O Peru, como país anfitrião, não qualificou nenhum atleta automaticamente. 

## Quadro de medalhas
| Ordem | País               | Medalha de ouro | Medalha de prata | Medalha de bronze |    |
| ----- | ------------------ | --------------- | ---------------- | ----------------- | -- |
| 1     | MEX México         | 5               | 1                | 1                 | 7  |
| 2     | BOL Bolívia        | 1               | 1                | 2                 | 4  |
| 3     | ARG Argentina      |                 | 2                | 2                 | 4  |
| 4     | COL Colômbia       |                 | 1                | 2                 | 3  |
| 5     | GUA Guatemala      |                 | 1                |                   | 1  |
| 6     | USA Estados Unidos |                 |                  | 4                 | 4  |
| 7     | CRC Costa Rica     |                 |                  | 1                 | 1  |
| TOTAL | TOTAL              | 6               | 6                | 12                | 24 |